# 馬拉斯奇諾櫻桃

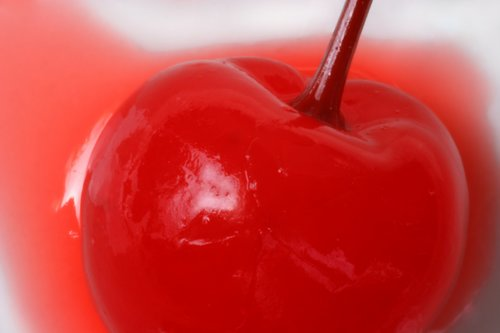
馬拉斯奇諾櫻桃

馬拉斯奇諾櫻桃（英語：maraschino cherry），是把瑪拉斯卡櫻桃（Marasca Cherry）浸泡在鹽水中，然後醃製於糖漿或利口酒中而成的甜櫻桃。
它經常被附加在雞尾酒和雪糕等食物、蜜餞中的小型甜櫻桃。最早馬拉斯奇諾櫻桃是給皇家和富人提供的高檔點心。19世紀初流傳到美國，在高檔的餐廳中供應。